# Фрежероль
Фрежеро́ль (фр. Fréjairolles, окс. Frejairòlas) — коммуна во Франции, находится в регионе Юг — Пиренеи. Департамент — Тарн. Входит в состав кантона Сен-Жюэри. Округ коммуны — Альби.
Код INSEE коммуны — 81097.

## География

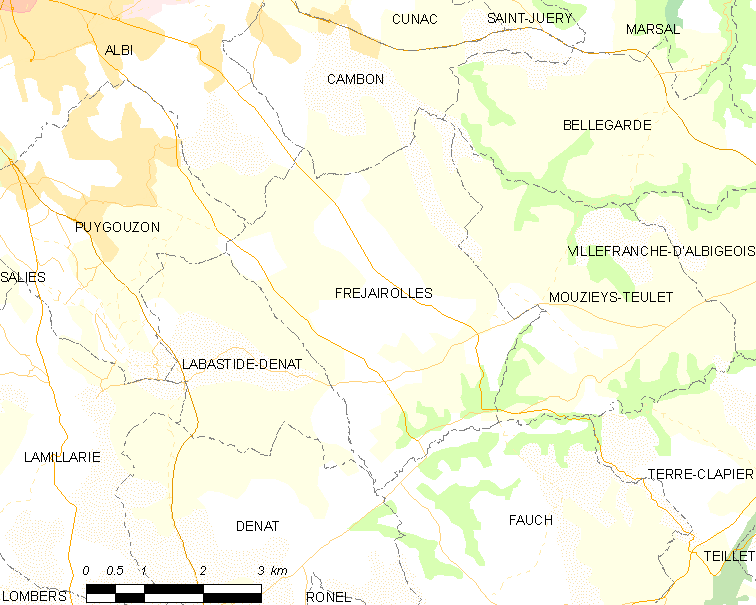
Карта коммуны

Коммуна расположена приблизительно в 560 км к югу от Парижа, в 75 км северо-восточнее Тулузы, в 9 км к юго-востоку от Альби.

## Климат
Климат умеренно-океанический. Зима мягкая и дождливая, лето жаркое с частыми грозами. Ветры довольно редки.

## Население
Население коммуны на 2010 год составляло 1319 человек.
| 1962 | 1968 | 1975 | 1982 | 1990 | 1999 | 2010 |
| ---- | ---- | ---- | ---- | ---- | ---- | ---- |
| 551  | 563  | 637  | 833  | 840  | 977  | 1319 |

## Администрация
| Период | Период | Фамилия          | Партия       | Примечания |
| ------ | ------ | ---------------- | ------------ | ---------- |
| 2001   | 2014   | Кристиан Шамейу  | Разные левые |            |
| 2014   | 2020   | Мари-Клер Мальру |              |            |

## Экономика
В 2007 году среди 808 человек в трудоспособном возрасте (15—64 лет) 592 были экономически активными, 216 — неактивными (показатель активности — 73,3 %, в 1999 году было 74,7 %). Из 592 активных работали 557 человек (280 мужчин и 277 женщин), безработных было 35 (16 мужчин и 19 женщин). Среди 216 неактивных 84 человека были учениками или студентами, 91 — пенсионерами, 41 были неактивными по другим причинам.